# Serie A1 1983-1984 (pallacanestro femminile)
Il campionato di Serie A1 di pallacanestro femminile 1983-1984 è stato il cinquantatreesimo organizzato in Italia.
Lo Zolu Vicenza ha vinto il suo ottavo titolo, terzo consecutivo, battendo per 2-1 il GBC Milano, esattamente com'era successo al termine del campionato precedente.

## Stagione

### Novità
Nella stagione precedente Treviso, Torino e Caserta sono retrocesse in Serie A2. Il loro posto è stato preso dalle promosse Busto Arsizio,  Ginn. Triestina e Barletta.

#### Aggiornamenti
Treviso viene ripescata al posto di Perugia, che rinuncia al campionato.

### Formula
La formula varia di poco: le sedici società vengono divise in due gironi da otto, con partite di andata e ritorno. Le prime quattro di ogni girone si classificano per la Poule finale, le ultime quattro per la Poule recupero. Nella seconda fase, vengono conteggiati anche i risultati della prima, ma non si ripetono gli scontri già disputati. Dopo la stagione regolare, le ultime tre della Poule recupero retrocedono in Serie A2, mentre la prima si gioca il titolo ai play-off contro le prime sette della Poule finale, con quarti, semifinali e finali al meglio di tre gare.

## Prima fase

### Girone A
|  |    | Classifica finale 1983-1984 | Pt | G  | V  | P  | PtF  | PtS  |
|  | -- | --------------------------- | -- | -- | -- | -- | ---- | ---- |
|  | 1. | Zolu Vicenza                | 28 | 14 | 14 | 0  | 1097 | 759  |
|  | 2. | Bata Roma                   | 22 | 14 | 11 | 3  | 1173 | 889  |
|  | 3. | Gefidi Trieste              | 20 | 14 | 10 | 4  | 1044 | 966  |
|  | 4. | Pepper Spinea               | 14 | 14 | 7  | 7  | 1036 | 912  |
|  | 5. | Sisv Viterbo                | 12 | 14 | 6  | 8  | 1013 | 997  |
|  | 6. | Welding Parma               | 10 | 14 | 5  | 9  | 958  | 1031 |
|  | 7. | Playbasket Barletta         | 4  | 14 | 2  | 12 | 994  | 1066 |
|  | 8. | Casa Veneta Treviso         | 2  | 14 | 1  | 13 | 792  | 1315 |

### Girone B
|  |    | Classifica finale 1983-1984 | Pt | G  | V  | P  | PtF  | PtS  |
|  | -- | --------------------------- | -- | -- | -- | -- | ---- | ---- |
|  | 1. | GBC Milano                  | 28 | 14 | 14 | 0  | 1207 | 916  |
|  | 2. | Unimoto Cesena              | 22 | 14 | 11 | 3  | 1107 | 978  |
|  | 3. | Ibici Busto Arsizio         | 16 | 14 | 8  | 6  | 953  | 969  |
|  | 4. | Carisparmio Avellino        | 16 | 14 | 8  | 6  | 1001 | 1038 |
|  | 5. | Ginnastica Comense          | 12 | 14 | 6  | 8  | 963  | 918  |
|  | 6. | UFO Schio                   | 10 | 14 | 5  | 9  | 966  | 1073 |
|  | 7. | GGS Pescara                 | 8  | 14 | 4  | 10 | 967  | 972  |
|  | 8. | Haribo Sesto San Giovanni   | 0  | 14 | 0  | 14 | 849  | 1082 |

## Seconda fase

### Poule finale
|  |    | Classifica finale 1983-1984 | Pt | G  | V  | P  | PtF  | PtS  |
|  | -- | --------------------------- | -- | -- | -- | -- | ---- | ---- |
|  | 1. | GBC Milano                  | 26 | 14 | 13 | 1  | 1138 | 910  |
|  | 2. | Zolu Vicenza                | 24 | 14 | 12 | 2  | 1043 | 843  |
|  | 3. | Bata Roma                   | 18 | 14 | 9  | 5  | 1090 | 960  |
|  | 4. | Gefidi Trieste              | 14 | 14 | 7  | 7  | 1061 | 1082 |
|  | 5. | Pepper Spinea               | 10 | 14 | 5  | 9  | 937  | 999  |
|  | 6. | Carisparmio Avellino        | 10 | 14 | 5  | 9  | 1005 | 1114 |
|  | 7. | Unimoto Cesena              | 10 | 14 | 5  | 9  | 1025 | 1055 |
|  | 8. | Ibici Busto Arsizio         | 0  | 14 | 0  | 14 | 869  | 1122 |

### Poule recupero
|  |    | Classifica finale 1983-1984 | Pt | G  | V  | P  | PtF  | PtS  |
|  | -- | --------------------------- | -- | -- | -- | -- | ---- | ---- |
|  | 1. | Ginnastica Comense          | 22 | 14 | 11 | 3  | 1039 | 859  |
|  | 2. | Sisv Viterbo                | 22 | 14 | 11 | 3  | 1052 | 937  |
|  | 3. | UFO Schio                   | 20 | 14 | 10 | 4  | 1042 | 969  |
|  | 4. | GGS Pescara                 | 16 | 14 | 8  | 6  | 1035 | 942  |
|  | 5. | Welding Parma               | 14 | 14 | 7  | 7  | 1110 | 1046 |
|  | 6. | Playbasket Barletta         | 8  | 14 | 4  | 10 | 1033 | 1052 |
|  | 7. | Haribo Sesto San Giovanni   | 8  | 14 | 4  | 10 | 939  | 1035 |
|  | 8. | Casa Veneta Treviso         | 2  | 14 | 1  | 13 | 810  | 1102 |

## Terza fase

### Playoff
|  | Quarti di finale | Quarti di finale     | Quarti di finale     | Quarti di finale | Quarti di finale |  |  | Semifinali     | Semifinali     | Semifinali     | Semifinali | Semifinali |    |    | Finale | Finale       | Finale | Finale | Finale |  |
|  |                  |                      |                      |                  |                  |  |  |                |                |                |            |            |    |    |        |              |        |        |        |  |
|  | 2                | Zolu Vicenza         | 73                   | 66               | 68               |  |  |                |                |                |            |            |    |    |        |              |        |        |        |  |
|  | 7                | Unimoto Cesena       | 56                   | 73               | 56               |  |  | Zolu Vicenza   | Zolu Vicenza   | Zolu Vicenza   | 84         | 63         |    |    |        |              |        |        |        |  |
|  | 3                | Bata Roma            | Bata Roma            | 69               | 67               |  |  | Bata Roma      | Bata Roma      | Bata Roma      | 68         | 54         |    |    |        |              |        |        |        |  |
|  | 6                | Carisparmio Avellino | Carisparmio Avellino | 66               | 63               |  |  |                |                |                |            |            |    |    |        | Zolu Vicenza | 61     | 74     | 65     |  |
|  | 1                | GBC Milano           | GBC Milano           | 86               | 83               |  |  |                |                |                | GBC Milano | 66         | 59 | 63 |        |              |        |        |        |  |
|  | 1r               | Ginnastica Comense   | Ginnastica Comense   | 75               | 69               |  |  | GBC Milano     | GBC Milano     | GBC Milano     | 79         | 100        |    |    |        |              |        |        |        |  |
|  | 4                | Gefidi Trieste       | Gefidi Trieste       | 79               | 65               |  |  | Gefidi Trieste | Gefidi Trieste | Gefidi Trieste | 69         | 85         |    |    |        |              |        |        |        |  |
|  | 5                | Pepper Spinea        | Pepper Spinea        | 70               | 63               |  |  |                |                |                |            |            |    |    |        |              |        |        |        |  |

## Verdetti
- Campione d'Italia:  Zolu Vicenza
Formazione: Dal Corso, Mara Fullin, Lidia Gorlin, Grillo, Stefania Passaro, Valentina Peruzzo, Catarina Pollini, Wanda Sandon, Bev Smith, Stefania Stanzani, Cinzia Zanotti. Allenatore: Roberto Galli.
- Retrocessioni in Serie A2: Playbasket Barletta, Haribo Sesto San Giovanni e Casa Veneta Treviso.